# Lammassaari (ö i Lappland, Östra Lappland, lat 66,36, long 27,80)
Lammassaari är en ö i Finland. Den ligger i sjön Ala-Suolijärvi och Oivanjärvi och i kommunen Posio i den ekonomiska regionen  Östra Lapplands ekonomiska region  och landskapet Lappland, i den norra delen av landet, 700 km norr om huvudstaden Helsingfors. Öns area är 6,2 hektar och dess största längd är 0,6 kilometer i öst-västlig riktning.